# Leipzig (incrociatore)
La Leipzig fu un incrociatore leggero della Kriegsmarine tedesca, prima unità dell'omonima classe, entrata in servizio nel 1931 e attiva durante la seconda guerra mondiale.

## Vita operativa
Impostata nei cantieri Marinewerft di Wilhelmshaven il 18 aprile 1928, venne varata il 18 ottobre 1929 con il nome di Leipzig, in onore dell'omonima città; entrò in servizio l'8 ottobre 1931. Dopo una lunga serie di test e di esercitazioni nel Mar Baltico e nel nord Atlantico (in quanto prima unità della sua classe), il primo impiego operativo dell'incrociatore avvenne durante la guerra civile spagnola, quando la Leipzig fece parte, dall'agosto del 1936 al giugno del 1937 in tre distinti turni, di una squadra navale internazionale incaricata di contrastare il contrabbando di armi nelle acque spagnole. Il 30 maggio 1937, il governo tedesco sostenne che un sommergibile non identificato aveva lanciato un siluro contro la Leipzig davanti Orano, senza colpirla; l'episodio venne preso a pretesto dalla Germania per ritirarsi dal "Comitato per il non intervento". In seguito la Leipzig continuò le operazioni di esercitazione e di pattugliamento nel Baltico.
Allo scoppio della guerra, la Leipzig venne brevemente impiegata nel Baltico in appoggio alle truppe tedesche impegnate nella Campagna di Polonia; il 7 novembre 1939 rimase lievemente danneggiata dopo una collisione con la nave-scuola Bremse. Riparata, venne inserita con la gemella Nürnberg e con l'incrociatore leggero Köln nella "Squadra da ricognizione", incaricata di fornire protezione e appoggio alle squadre di cacciatorpediniere tedeschi impegnate a stendere campi minati al largo delle coste della Gran Bretagna. La mattina del 13 dicembre 1939, la Leipzig e le sue due compagne si trovavano al largo dello Skagerrak in attesa di scortare in patria cinque cacciatorpediniere di ritorno da una missione notturna di minamento al largo di Newcastle; il ricongiungimento doveva avvenire in mattinata, ma i cacciatorpediniere erano in grave ritardo perché trattenuti dall'incendio scoppiato su uno di essi. Verso le 11:30, il sommergibile britannico HMS Salomon avvistò i tre incrociatori tedeschi e lanciò contro di loro sei siluri; uno di essi colpì la Leipzig al centro, facendo esplodere il locale caldaie di sinistra, mentre un altro centrò la Nürnberg a prua. Raggiunti dai cacciatorpediniere e da altre navi scorta, i due incrociatori danneggiati iniziarono un lento ritorno in patria; il 15 dicembre, mentre si avvicinavano all'estuario dell'Elba, vennero avvistati dal sommergibile britannico HMS Ursula, che lanciò due siluri contro la Leipzig, colpendo però la nave-scorta F9 che le navigava a fianco. I danni riportati dalla Leipzig erano talmente gravi che la nave venne posta momentaneamente fuori servizio, rientrando in squadra solo il 1º dicembre 1940. Anche dopo le riparazioni, la nave non ritornò del tutto operativa, venendo impiegata per lo più come nave-scuola; il locale caldaie colpito venne trasformato in un locale per gli allievi ufficiali.
Nel settembre del 1941 tornò brevemente in azione come parte della Flotta del Baltico, una formazione navale tedesca incaricata di fornire appoggio alla Wehrmacht durante l'invasione dell'Unione Sovietica; tra il 13 settembre e il 22 ottobre, la Leipzig fornì appoggio e protezione alle unità tedesche impegnate nell'occupazione delle isole di Saaremaa e Hiiumaa, affondando una motosilurante sovietica. Concluso questo ciclo di operazioni, riassunse il vecchio ruolo di nave-scuola, venendo scarsamente impiegata in azione; nel settembre del 1943 tornò in servizio attivo con un equipaggio ridotto.
La Leipzig venne inviata nel Baltico per fornire protezione contraerea alle navi intente ad evacuare i profughi tedeschi della Prussia orientale, in fuga davanti all'avanzata sovietica. La sera del 15 ottobre 1944, la Leipzig lasciò il porto di Gotenhafen per stendere un campo minato al largo di Swinemünde; al largo della penisola di Penisola di Hel la nave si fermò per passare dalla propulsione diesel alla propulsione a vapore, manovra che richiese 15 minuti. Alle 20:04, l'immobile Leipzig venne speronata dall'incrociatore pesante Prinz Eugen, che dirigeva su Gotenhafen alla velocità di 20 nodi nonostante la scarsa visibilità; la prua della Prinz Eugen penetrò profondamente nella murata di sinistra della Leipzig, provocando uno squarcio che andava dal ponte superiore fin sotto la chiglia. Le due navi rimasero incastrate per 14 ore, in quanto qualsiasi movimento della Prinz Eugen rischiava di far affondare la piccola Leipzig; solo all'alba intervennero i rimorchiatori per separare le due navi. Con il forte rischio di spezzarsi in due, la Leipzig venne trainata nel porto di Gotenhafen per le riparazioni.
I gravi danni impedirono definitivamente il rientro in servizio della nave, ma i cannoni della Leipzig diedero comunque il loro contributo alla difesa di Gotenhafen, attaccata dalle forze sovietiche nel marzo del 1945. Tra il 25 e il 29 marzo, la nave venne trainata nella città danese di Aabenraa per evitare che cadesse in mani sovietiche. Alla fine della guerra venne catturata dalle forze britanniche, ma visto il suo pessimo stato venne deciso di autoaffondarla il 16 dicembre 1946 nel Mare del Nord, con a bordo un carico di munizioni contenenti gas tossici.